# Junior Team Futebol
O Junior Team Futebol é um clube futebolístico brasileiro sediado em Londrina  no estado do Paraná. Foi fundado em 2001 com o intuito de formar atletas.

## História
O projeto do clube foi iniciado no final da década de 1990 pelo empresário Iran Campos junto do sócio Julio Lemos, e foi fundado em 5 de fevereiro de 2001, originalmente como "Londrina Junior Team". Teve como objetivo inicial dar suporte ao Londrina Esporte Clube, em um momento de crise do Tubarão. A ideia era administrar as categorias de base do Londrina, com cada ficando com 50% das receitas da venda de jogadores. A parceria encerrou no final de 2004, em total harmonia, seguindo o LEC (com nova diretoria e nova filosofia administrativa) suas atividades normais, incluindo as categorias de base.
Nesse período, o clube ajudou a revelar jogadores como Soares, Diogo, Germano, Henrique, dentre outros. Com o fim da parceria, suspendeu suas atividades para rever direcionamento, mantendo apenas um escritório para a administração das carreiras dos atletas, até então. Devidamente registrado à FPF e CBF, retornou no segundo semestre de 2007, com a atividade-fim, que é a formação atletas, disputando o Campeonato Paranaense de Juniores, em parceira com a prefeitura de Alvorada do Sul. A partir de 2010, passou a disputar categorias profissionais.
Após uma ótima campanha em 2010, garantiu o acesso e sagrou-se campeão da terceira divisão estadual em 2011 frente o Cincão por 3–3, graças à vantagem de melhor campanha. Após duas boas campanhas na segunda divisão em 2012 e 2013, foi rebaixado em 2014. Não disputou em 2015 e após 2016, não retornou. Em 30 de dezembro de 2020, a Junior Team foi desfiliada da FPF, mas com promessa de retornar.

## Títulos
- Terceira Divisão Paranaense: 1 (2011)

### Destaques
- Vice-Campeão Paranaense Sub-18: 1 (2013)
- Campeão Paranaense Juvenil (Sub-17): 1 (2012)